# Den reformerte Synode i Danmark
Den reformerte Synode i Danmark är ett kristet trossamfund i Danmark.
Synoden tillhör Danske Kirkers Råd, Evangelisk Frikirkeråd, Community of Protestant Churches in Europe och Reformerta kyrkornas världsallians.
Synoden fungerar som ett slags paraplyorganisation för fyra reformerta församlingar i Danmark, med var sitt språk.
Den dansktalande församlingen håller till i en egen kyrka i Fredericia, från 1736.
De franska och tyska församlingarna har sedan 1689 haft en gemensam kyrka i Köpenhamn.
Där har även den koreanska församlingen hyrt in sig sedan 1990.